# Badolen
Badolen (macedónul: Бадолен) település Észak-Macedóniában, a Délkeleti körzetben, a Novo Szelo-i járásban.

## Népesség
| Lakosok száma | 353  | 432  | 413  | 304  | 13   | 2    | 3    |
|               | 1948 | 1953 | 1961 | 1971 | 1981 | 1991 | 2002 |

- 2002-ben 3 lakosa volt, akik mindannyian macedónok.